# TV Krant Filmposter Award
De TV Krant Filmposter Award is de enige publieksprijs voor filmposters in Nederland. De verkiezing wordt sinds 2004 elk jaar georganiseerd in december door de omroepgids TV Krant.
De filmmaatschappij die de winnende filmposter heeft uitgebracht, wint de TV Krant Filmposter Award, een bronzen beeldje ontworpen door beeldend kunstenaar Lia Krol.

## Winnaars
- 2004 Van Helsing[3]
- 2005 Narnia
- 2006 Pirates of the Carribean: Dead man's chest
- 2007 Earth[4]
- 2008 Oorlogswinter
- 2009 This is it
- 2010 Sint[5]
- 2011 Black swan[6]
- 2012 Life of Pi[6]
- 2013 De nieuwe wildernis[7]
- 2014 The Hunger Games: Mockingjay part 1
- 2015 Holland: natuur in de delta[8]
- 2016 The Jungle Book[9]
- 2017 Wonder Woman[10]
- 2018 Bohemian Rhapsody[11]